# Francisco de Álava y Nureña
Francisco de Álava y Nureña (auch in abweichenden Schreibweisen: Nurueña und Norueña) (* um 1550) war ein spanischer Offizier, der vorübergehend als Gouverneur von Chile amtierte.
Álavas genaues Geburtsdatum ist nicht bekannt. Diego Barros Arana schreibt in seiner Historia General de Chile, er sei etwa siebzig Jahre alt gewesen, als er das Amt des Gouverneurs angetreten habe.
Francisco de Álava kam 1603 als Hauptmann einer Schwadron von Hilfstruppen nach Chile und scheint sich im Kriegsgeschehen nicht besonders hervorgetan zu haben. 1621 wurde sein Schwager Pedro Osores de Ulloa zum Gouverneur von Chile ernannt, und Álava konnte dank dessen Protektion zum Maestre del Campo, dem militärischen Stellvertreter des Gouverneurs aufsteigen. 1624 ernannte ihn Osores auf dem Sterbebett als Nachfolger.
Seine achtmonatige Amtszeit verlief ohne besondere Vorkommnisse. Als der Vizekönig von Peru vom Tod Osores' erfuhr, entsandte er seinen Neffen Luis Fernández de Córdoba y Arce als Nachfolger.